# Almandino
El almandino o almandita es una especie de mineral perteneciente al grupo de los granates. El nombre es una corrupción de  «alabandicus», el cual es el nombre aplicado por Plinio el Viejo a una piedra que se encuentra en Alabanda, una ciudad de Caria en el Asia Menor. El almandino es un granate con  aluminio y  hierro, que forma una serie con el piropo y otra serie con la espesartina. Es de color rojo oscuro, con tintes púrpuras. Con frecuencia se talla como roseta o cabujón. Visto a través del espectroscopio en una luz intensa, por lo general muestra tres bandas de absorción características.

## Características químicas
En la serie que forma con el piropo, conocida en petrología como serie de la piralspita, los términos intermedios están entre la fórmula del almandino, Fe3Al2(SiO4)3 y la del piropo, Mg3Al2(SiO4)3, con proporciones variables entre Fe y Mg. En la serie entre piropo y espesartina, cuya fórmula es Mn3Al2(SiO4)3, los términos intermedios tienen relaciones variables entre Fe y Mn. Por supuesto, existen intermedios ternarios.

## Formación y yacimientos
Es el más común de la familia de los granates. Se le encuentra frecuentemente en micaesquistos resultantes del metamorfismo regional de sedimentos arcillosos, donde es un mineral índice del grado de metamorfismo.También puede aparecer como producto metamórfico de rocas pelíticas, en rocas ácidas ígneas y como producto detrítico en sedimentos derivados de las rocas citadas.
El almandino aparece en gran cantidad en los yacimientos de Sri Lanka. También se han encontrado yacimientos en Australia, en el Tirol, este de África y Estados Unidos.
El granate almandino que aparece en el Monasterio de San Bernardo, cerca de Toledo, se conoce al menos desde el siglo XVI. Otro yacimiento español muy conocido es el «El Hoyazo de las Granatillas», en Níjar (Almería) que recibe ese nombre por la abundancia de cristales que se encuentran libres en el suelo, y que fue explotado para obtener este material para su uso como abrasivo.

## Utilización
Algunos raros ejemplares pueden tallarse y se emplean como gemas. En general se utilizan como abrasivos industriales dada su enorme dureza y su fractura angular poco común.